# A márványember
A márványember 1976-ban készült, és 1977-ben bemutatott lengyel filmdráma. Az Andrzej Wajda rendezte alkotás középpontjában az egykor ünnepelt, majd félreállított sztahanovista, Mateusz Birkut áll, akiről 20 év múlva, a hivatalnokok gáncsoskodása ellenére egy filmrendezőnő dokumentumfilmet szeretne forgatni. Wajda alkotását az 1978-as cannes-i filmfesztiválon FIPRESCI-díjjal jutalmazták.
A film folytatása az 1981-ben bemutatott A vasember, melyet szintén Wajda rendezett ugyancsak Radziwiłowicz és Janda főszereplésével.

## Cselekmény
|  | Alább a cselekmény részletei következnek! |

Agnieszka, a varsói filmfőiskola fiatal rendezőnője diplomamunkájához az 1950-es évek munkás hőseiről szeretne filmet forgatni. Kutatásai során egyik múzeumban rálel a kor márványszobraira. Ezek közül egy, amely Mateusz Birkut kőművest ábrázolja, különösen megragadja. Ezt követően a televízió archívumában folytatja kutatását, több filmhíradó-részletet is megnéz, amelyeken a sztahanovista munkaversenyeken, Nowa Huta építésénél Birkut alakja is feltűnik. Megtudja, hogy Jerzy Burski rendező két Birkutot is megjelenítő felvételt készített az 1950-es években. A varsói repülőtéren találkozik az éppen egy nemzetközi filmfesztiválról hazaérkező Burskival, aki elmeséli az akkori forgatások menetét. Kiderül, hogy Birkut mítoszát ő építette fel, a Nowa Huta-i falrakó rekord is rendezői utasításra lett megrendezve. Az akkor fiatal rendező és Jodła, a párttitkár választották ki és készítették fel Birkutot és kőművesbrigádját, hogy egyetlen műszak alatt 28 000 téglát rakjanak le. A rekordkísérlet sikerrel végződött, a brigád 30 000 téglát épít be, és Birkut a munka hőse lesz. A sztahanovista karrierjének csúcsára ér, és barátjával, Wincenty Witekkel járja az országot, hogy az új munkamódszereket népszerűsítse. Ezt az időszakot Agnieszka a Birkuték megfigyelésére kirendelt titkosügynök, Michalak visszaemlékezéseiből ismeri meg.
Az egyik ilyen bemutató alkalmával valakik merényletet követnek el ellene, kezébe egy felforrósított téglát adnak. Mindkét keze megég, emiatt nem dolgozhat tovább kőművesként.
Birkut barátját, Witeket megvádolják a merénylet elkövetésével és letartóztatják. Birkut megpróbál közbenjárni, hogy barátját szabadon engedjék, mivel meg van győződve ártatlanságáról. A meggyőződéses kommunista igyekezete közben mindinkább elveszíti a rendszerbe vetett hitét. Később tanúként beidézik a Witek elleni perben, ahol őszintén nyilatkozik a rendszerről. Ezért Birkut négy évi börtönt kap. Szabadulása után rehabilitálják, de barátnője, Hanka elhagyja őt. Hanka pincérnőként dolgozik egy zakopanei kávézóban, ahol Agnieszka felkeresi őt. Megtudja, hogy Birkutnak és Hankának született egy közös gyermeke. Amikor a rendezőnő az addig elkészült anyagot Varsóban bemutatja, a film abbahagyására kényszerítik. Nem kap több anyagot és a kamerát is elveszik tőle, mire ő lemondóan édesapjához vonul vissza. Apja azonban meggyőzi, hogy legalább neki mesélje el a történet végét. Agnieszka ezért Gdańskba utazik, hogy megkeresse Birkut fiát, Maciej Tomczykot, aki a kikötő hajógyárában dolgozik. Tőle tudja meg, hogy Birkut már meghalt. A film nem mutatja, de a forgatókönyv szerint az utolsó jelenetek egyike sejteti, hogy Birkut az 1970 decemberében kitört tüntetések idején halhatott meg. A cselekmény végén Maciejjel közösen visszamennek Varsóba a televízióhoz.
|  | Itt a vége a cselekmény részletezésének! |

## Gyártás

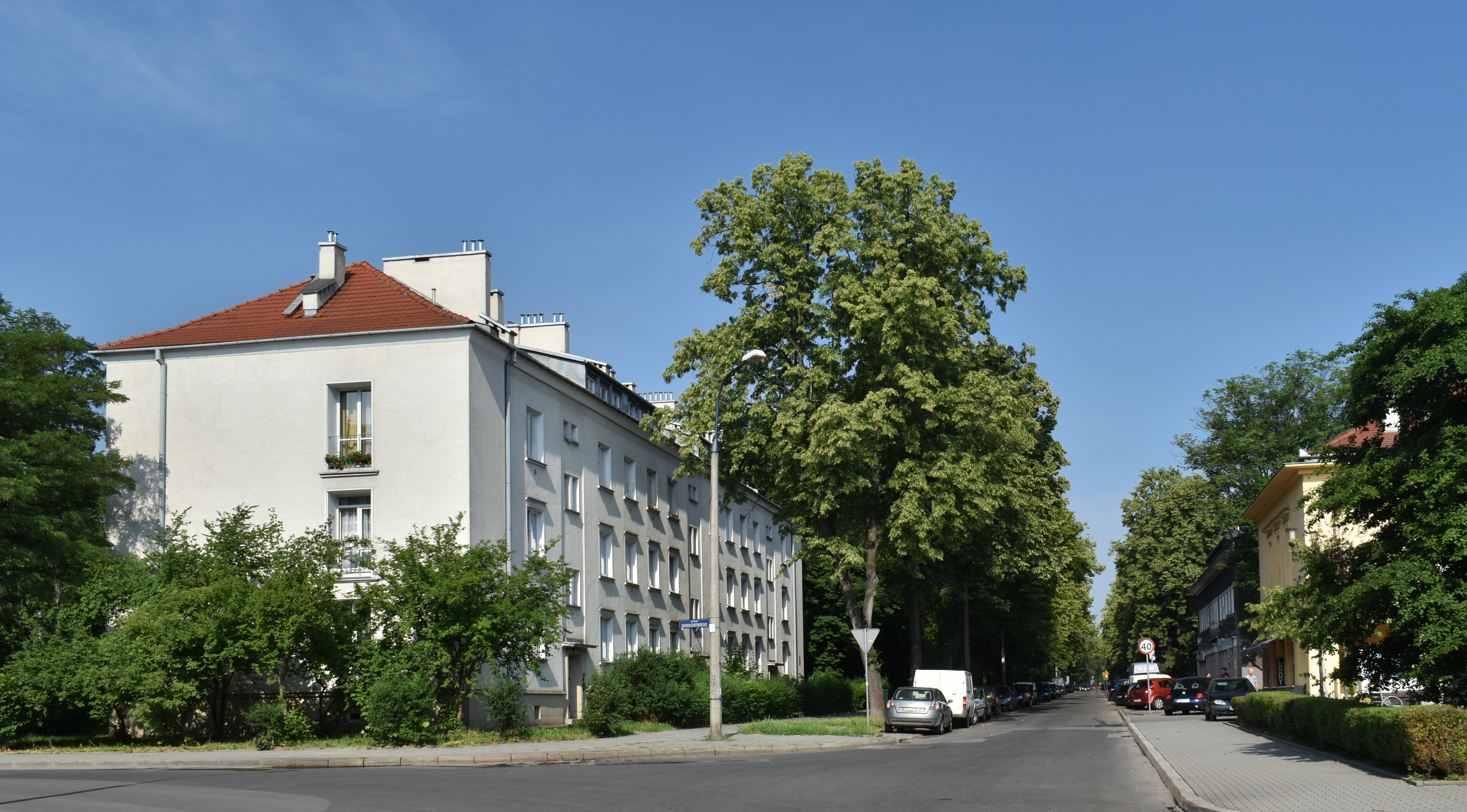
Nowa Huta egyik 50-es években épült lakótelepe

A film forgatókönyvét Ścibor-Rylski 1962-ben írta, azonban a hatalom nem engedélyezte a megfilmesítést. Agnieszka alakját Agnieszka Osiecka újságírónő ihlette, akivel még filmszakos egyetemi hallgató korában találkozott Wajda és Ścibor. A forgatókönyvet csak az 1970-es években hagyta jóvá az illetékes hatóság.
A cselekmény több, egymásba beágyazott szinten zajlik. A lengyel filmhíradó eredeti felvételei mellé Andrzej Wajda és Edward Kłosiński operatőr hasonló stílusú, fekete-fehér jeleneteket forgattak le a főszereplővel. Az Agnieszka jelenét megjelenítő részek színesek, akárcsak az 1950-es évekre való visszaemlékezések is, mely jeleneteket az interjúalanyok elbeszélései kísérik. Mivel a Nowa Huta-i panelházak az 1970-es évekre már beszürkültek, Allan Starski látványtervező új építőtelepeket keresett a forgatáshoz, illetve a stáb és a lakók egyes épületeket lemostak, hogy azok újnak tűnjenek.
Wajda az 1976-os forgatást befejezve se zárta le a történetet, amit az utolsó képsorok is sugallnak: Agnieszka és Maciej Tomczyk egymás kezét szorítva közelednek a kamerához, és így szimbolikusan a jövőbe lépnek. A márványember folytatása A vasember, ami a két fiatal és a kibontakozó Szolidaritás történetről szól.
A filmet 1977. február 25-én mutatták be Lengyelországban, külföldi bemutatásra azonban nem kapott engedélyt. Ennek ellenére Wajda franciaországi kiadója egy be nem jelentett bemutatót szervezett az 1978-as cannes-i filmfesztivál idejére. Mivel a vetítés nem volt hivatalos, ezért a film nem vehetett részt az Arany Pálmáért folyó versenyben, és így csak az Un certain regard szekcióban mutatták be. A filmet a zsűri FIPRESCI-díjjal tüntette ki.

## Történelmi háttér
A filmhíradók és visszaemlékezések segítségével megjelenített 1950-es évek a háború utáni újjáépítésről, az erőltetett iparosításról és a szocialista államapparátus berendezkedéséről szólt a Lengyel Népköztársaságban. Országszerte nagyméretű építkezések kezdődtek, amelyeken szovjet mintára munkaversenyeket szervezett a propaganda. Egy ilyen Nowa Huta-i építkezésen dolgozott Mateusz Birkut sztahanovista is, akit Piotr Ożański (1925-1988) munkásról mintáztak.
A helyszín megválasztása nem véletlenszerű, a háborút épségben túlélő polgári hagyományokkal rendelkező Krakkót a kommunista hatalom át akarta formálni. Ennek érdekében fogtak hozzá Nowa Huta építésének. A városrészt a szebb jövőben bízó falusi tömegek árasztják el, akiknek a filmben egyik kiemelkedő képviselője Mateusz Birkut, aki sztahanovista kőművesként a hatalom kedvencévé vált. Kegyvesztettsége és börtönévei után Birkutot az 1956-os poznańi munkáslázadások után rehabilitálják.

## Szereplők
| Szereplő                                     | Színész               | Magyar hangja    |
| -------------------------------------------- | --------------------- | ---------------- |
| Mateusz Birkut / Maciej Tomczyk (Birkut fia) | Jerzy Radziwiłowicz   | Dunai Tamás      |
| Agnieszka                                    | Krystyna Janda        | Bordán Irén      |
| Jerzy Burski                                 | Tadeusz Łomnicki      | Zenthe Ferenc    |
| Wincenty Witek                               | Michał Tarkowski      | Cserhalmi György |
| Michalak                                     | Piotr Cieślak         | Timár Béla       |
| Jodła, a párttitkár                          | Wiesław Wójcik        | Benedek Miklós   |
| Hanka Tomczyk                                | Krystyna Zachwatowicz | Földessy Margit  |
| Múzeumi dolgozó                              | Irena Laskowska       | Temessy Hédi     |
| Fiatal Burski                                | Jacek Łomnicki        | Fazekas István   |
| Vágó                                         | Magda Teresa Wójcik   | Földi Teri       |
| Szerkesztő a TV-ben                          | Bogusław Sobczuk      | Szombathy Gyula  |
| Operatőr                                     | Leonard Zajączkowski  | Ungváry László   |
| Hangmérnök                                   | Jacek Domański        | Hegedűs D. Géza  |
| Agnieska apja                                | Zdzisław Kozień       | Bodor Tibor      |
| Hanka férje                                  | Wiesław Drzewicz      | Kautzky József   |

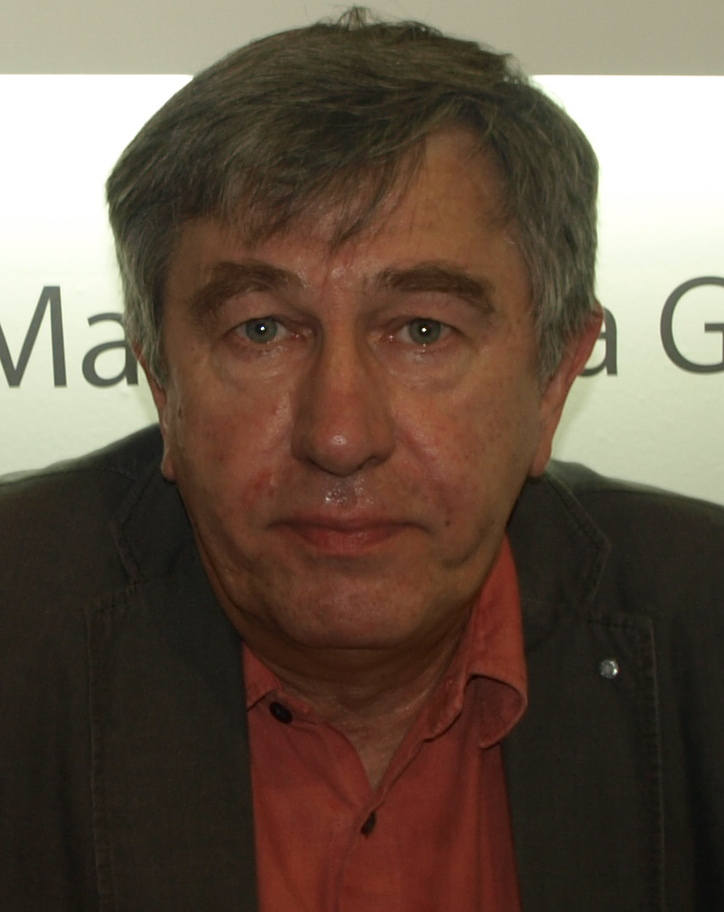
A főszereplő Jerzy Radziwiłowicz 2013-ban

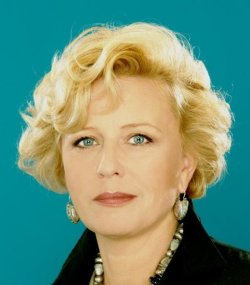
Krystyna Janda 2008-ban

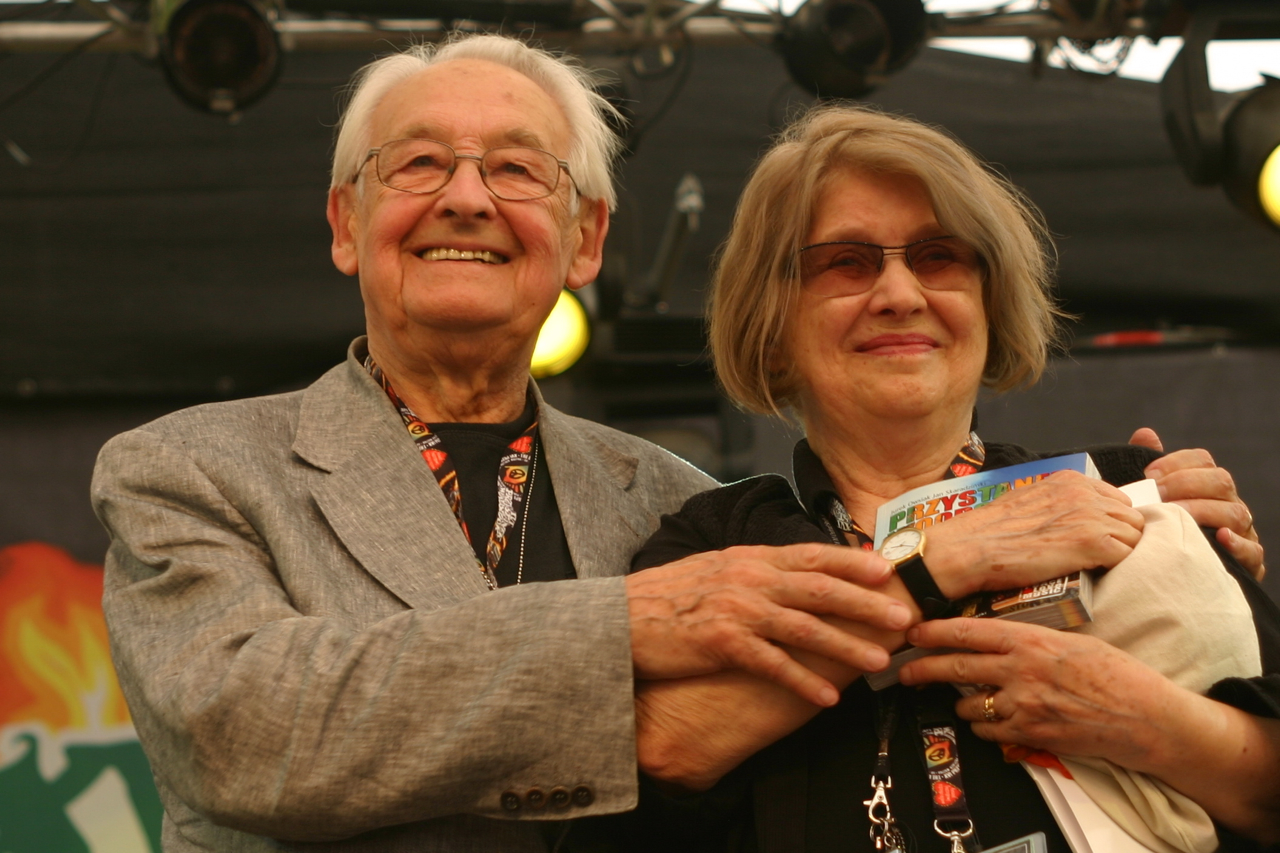
Wajda és Krystyna Zachwatowicz (2010)

További magyar hangok: Rátonyi Róbert

## Kritikák
A filmet az 1970-es években több mint 3 millió ember nézte meg. A film kritikái igen kedvezőek voltak többnyire Lengyelország határain kívül, és az 1978-as cannes-i filmfesztiválon FIPRESCI-díjjal is kitüntették.
|  | „A nagyon igényes film, amely gyűlölet és rosszindulat nélkül jeleníti meg az eseményeket, annak ellenére, hogy bizonyos szomorúsággal teszi fel a leleplező kérdéseket.” |
|  | – Lexikon des Internationalen Films |

|  | „A márványember minden szinten remekmű: politikai filmként, egy keresés szenvedélyes drámájaként, illetve a film önreflexiójaként is. Egy mestermű, mert a filmbeli filmek nem egymástól külön élnek, hanem egymástól kölcsönösen függnek és hatnak egymásra.” |
|  | – Die Zeit, 1979. augusztus 24. |

## Díjak
- 1978-as cannes-i filmfesztivál: FIPRESCI-díj
- Gdyniai Lengyel Filmfesztivál 1977: Kritikusok díja